# Pangu Party
Il Pangu Party o Papua and Niugini Union Pati è un partito politico della Papua Nuova Guinea, creato nel 1967.

## Storia
Tra i fondatori conta Michael Somare, Albert Maori Kiki e Barry Holloway. Il presidente dal 2019 è James Marape.

## Risultati elettorali
| Elezione      | Voti    | Seggi    |
| ------------- | ------- | -------- |
| Generali 2017 | 322 049 | 9 / 111  |
| Generali 2022 | ND      | 39 / 118 |